# A falu jegyzője (regény)
A falu jegyzője Eötvös József legismertebb regénye, „az első nagy kísérlet a magyar irodalomban, hogy 'az egész társadalom keresztmetszetét adja', hatalmas, balzaci célkitűzésű munka.” Jelentős irányregény.
A mű 1844 végén nagyrészt már készen volt és 1845-ben jelent meg, Pulszky Ferencnek ajánlva.

## Cselekménye
A cselekmény a képzeletbeli Taksony vármegyében, nagyobb részt Tiszarét helységben játszódik és egy évet ölel fel. Főbb alakjai Réty Sámuel vármegyei alispán, Tengelyi Jónás falusi jegyző és Viola, a zsivánnyá lett paraszt. Fontos Vándory református pap és Macskaházy ügyvéd alakja is.
A megyénél tisztújításra készülődnek. Réty alispán nagyravágyó második neje, született báró Andorházy-leány férjének rangot, címeket szeretne, két mostoha gyermekével, Ákossal és Etelkával pedig fényes házasságot akarna köttetni. Megtudja, hogy Vándory Boldizsár, a református pap férjének a testvére, akit apjának második házassága külföldre kényszerített, és aki később nemes cselekedetként öccse javára lemondott apai örökségéről; azt is tudja, hogy Ákos a jegyző leányát, Vilmát szereti. Macskaházy ügyvéd segítségével kiterveli, hogy egy üveges zsidóval ellopatja Vándorynak a Réty-birtokokhoz való jogát tanúsító irományait, Tengelyinek pedig a nemességét bizonyító okmányait. Így biztosíthatja családja számára az ősi vagyont, de megsemmisítheti Tengelyi befolyását és Ákos tervezett házasságát is.
A tisztújítást megelőző éjjel megtörténik a rablás, csakhogy Tengelyi házánál Viola, – aki az alispánné és Macskaházy beszélgetését véletlenül kihallgatta –, a felbérelt üveges zsidótól elveszi az elrabolt iratokat, hogy azokat majd tulajdonosának visszaadja. Viola korábban Nyúzó Pál főbíró önkényes intézkedései miatt fellázadt, indulatában embert ölt és azóta bujdosni kényszerül. Most hálás Tengelyinek, aki beteg feleségét és gyermekeit házába fogadta. Másnap Porváron, a megyeszékhelyen elterjed a hír, hogy Tengelyi iratait ellopták, ezért kizárják őt a választói jog gyakorlásából. Tengelyi otthon elkeseredve tudja meg a történteket, ráadásul távollétében felesége Ákost is fogadta a háznál, aki a zűrzavarban megsebesült, és így leányát is hírbe hozták.
Tengelyi régen lelkes idealista volt; szűkös örökségét önművelésre fordította, külföldön egyetemet végzett, Rétyvel ott kötött barátságot; utána a megyének ügyvédként és több más módon próbált hasznára válni, végül Réty segítségével Tiszaréten lett jegyző; most, az alispán második házassága óta ellenséges viszonyban állnak. A választásnál az alispánságra nem Rétyt, hanem Bántornyai Lajost támogatja, aki azonban vele együtt megbukik. Mindez keserűséggel tölti el, kételkedőn és pesszimizmussal szemléli környezetét.
Macskaházy és az alispánné Violától meg akarja szerezni az iratokat. Nyúzó Pál és Macskaházy a pandúrokkal rajtaütnek a zsiványok táborán, rágyújtják Violára a kunyhót, ő elkábulva az írásokkal kirohan, melyeket Macskaházy kikap kezéből. Violát statárium elé állítják és halálra ítélik, de őt kiszabadítja Kislaky Kálmán, a bíróság elnökének fia, aki szerelmes Réty leányába. Viola egy este Réty házában meglepi Macskaházyt, elveszi tőle az iratokat (amiket az már pénzért árult az alispánnénak) és dulakodásban közben megöli. Ugyanezt kellett volna megtennie az alispánné által felbérelt üveges zsidónak is, aki a jelenetet a kályhalyukból nézi végig. A gyilkosság után Viola családjával másik megyébe költözik. Macskaházy haldokolva Tengelyit nevezi meg gyilkosának, és a véletlenek összejátszása is gyanúba keveri őt. Tengelyi börtönbe kerül.
Eközben Ákos összevész apjával és mostohaanyjával, majd Vándoryhoz költözik, amíg Vilmát feleségül veheti. Vándory szemrehányó levelet ír öccsének, az alispánnak, ebben korábbi testvéri lemondására hivatkozva kéri tőle Tengelyi sorsának enyhítését. Porváron, a megyei börtönben tífusz üt ki, melynek az üveges zsidó is áldozata lesz, aki halálos ágyán fölfedi az igazságot. Rétyné bűnei napvilágra jutnak, a kapzsi asszony megmérgezi magát. Viola a Tengelyit ért vádról értesülve, az iratokkal Tiszarétre siet, de a pandúrok felismerik és menekülés közben halálosan megsebesítik. Felesége, aki időközben két gyermekét is eltemette, férje után hal. Tengelyi kiszabadul, Réty alispán lemond hivataláról, két gyermeke – Ákos Vilmával, Etelka Kislaky Kálmánnal – boldog lesz. Nyúzó visszaélései miatt elveszti hivatalát. Így tehát Viola kivételével a jók mind boldogulnak, a rosszak mind elnyerik büntetésüket.

## Jellemzése
Az író – korábbi regényétől, A karthausitól eltérően – ebben a művében a cselekmény és az események nagy gazdagságára törekedett. A regény cselekménye több szálból tevődik össze. Bár Tengelyi a regény hőse, lényegében passzív hőse, Viola eszményített alakja legalább olyan lényeges helyet foglal el benne, és a regény szerkezete abból áll, ahogy a cselekményszál keresztezi egymást, kapcsolódik, még Viola tragikus halálának oka is Tengelyi sorsából következik. Mindez pedig a vármegye életébe, a tisztújítás körüli csatározásokba és Réty alispán megválasztásának történetébe ágyazódik.
A fordulatos cselekmény fő mozgatója egy intrikus, Rétyné. Az író alakjait az aljas tervhez való viszonyukban helyezi el és jellemzi. A terv végrehajtásában részt vesz annak kiötlője, Macskaházy; részes benne az üveges zsidó, bár épp általa derül ki végül az igazság; és szerepe van benne a vármegyének, melynek elavult intézményei, bűnei éppen a történet során tárulnak fel. Tengelyi, „a falu jegyzője” az eseményeknek nem annyira alakítója, sokkal inkább elszenvedője. Alakja a haladó kisnemesi értelmiség képviselője a regényben. Tengelyi, vagyis az „igazság” oldalán állnak a fiatalok, az örök optimista Vándory és természetesen Viola, aki életét kockáztatja érte. Viola segítőtársai főként az alacsonyabb sorúak, Viola felesége, Peti nevű cigány, Réty alispán gulyása, stb. Violával szemben a megyei elnyomó hatalmat, mely ellen fellázad, főként az önkényeskedő Nyúzó főbíró testesíti meg, akinek segítője mások mellett Cifra, a Violát eláruló, rablóból lett pandúr.
A regényben egy reformkori vármegyét ismerhetünk meg egész tisztikarával és szegény népével, politikai harcaival és mindennapi világával, a megyei élet tipikus alakjaival és helyszíneivel együtt. Eötvös a haladás legfőbb gátjának kora sajátos megyerendszerét tartotta, ezért művében olyan megyét rajzol, melyben sűrítve megtalálható mindaz a rossz, ami a megyéket jellemezhette. Látjuk, hogy ez a zárt világ hogyan teremt gazembereket a felsőbb osztályokban, és hogy a gazság hogyan kergeti a becsületes embereket bűnbe, kétségbeesésbe. Eötvös irányregényt írt, vádol és ítélkezik, de célzatossága (nem egyszer túlzásai) ellenére is kora társadalmának eleven rajzát adja. Felháborodva mutat rá a korabeli nemesi uralom vétkeire, az önkényeskedésre, a vármegyei közigazgatás elhanyagolt állapotára. E viszonyok rajzában gyakori az irónia; számos helyen a szatíra és a keserű gúny. Más helyen viszont – a börtöntífusz, az üveges zsidó, Viola sorsa – a meghatottság, az elesettek iránti szánakozás hangján szólal meg. Az elbeszélés menetét, főként a regény vége felé, hosszú elmélkedésekkel, ironikus vagy megindító rajzokkal szakítja meg. Ő nem eléggé költő, mondja magáról, hogy miközben művét írja, „a szomorú valót elfelejthetné”, bár tudja, hogy ez neki mint regényírónak főhibája, és egy helyen tréfásan javulást is ígér.
Az író nem kimondottan a megye ellen, hanem általában is a visszaélések ellen írta művét, és benne számos politikai és társadalmi korkérdést is felvet. Az elavult börtönrendszer ellen szól Taksony megye börtönének bemutatásával; a zsidók emancipációjának szükségessége különösen az üveges zsidó rajzából következik, akinek gonoszságát helyzetéből magyarázza; együttérzéssel rajzolja Garacs község nyomorgó népét, mely boldognak csak a temetőben érezheti magát. Beleszőtte a regény menetébe a költészet céljáról szóló elveit, az egyéni szabadság elnyomását és a választási visszaélések bemutatását. Az egész cselekmény, Tengelyi és Viola története egyaránt közvetve a politikai egyenlőség szükségességét hirdeti.

### Stílusa, nyelve
Míg A karthausi az író magánbeszéde, én-regény, addig ebben a művében már nem engedi a monológ túltengését, szívesebben fordul a párbeszédek és a vitatkozások felé. A hosszadalmas tájleírásoknak soha nem volt barátja; az elmélkedést, az érzelmek rajzát mindig többre tartotta a leírásnál.
Bár a történet a Tisza vidékén játszódik (ahonnan Tokaj hegye is látszik), erre a tájra a regény nyelve nem-igen utal. Eötvös a hagyományos körmondatos stílusban ír, nyelve gyakran száraz, színtelen. Alakjai, még egyszerű falusi emberei is körülményesen fejezik ki magukat. Stílusa itt mégsem annyira bőbeszédű, nem olyan dagályos, mint A karthausiban, körmondatai is kevésbé nehézkesek, különösen ott, ahol enyhíti őket a gyakori irónia vagy néhol a humor.

## Kiadása, utóélete
A falu jegyzője először 1845-ben jelent meg Pesten. Ferenczi Zoltán szerint nyolc füzetben, mégpedig az első füzet március elején, az utolsó november 9-én. (Egy korabeli bírálója, Kelmenfy László szintén nyolc füzetről írt.) Mások, köztük Pintér Jenő szerint három kötetben. Eszerint valószínű, hogy ugyanabban az évben füzetenként is, majd a teljes szöveget három kötetben is kiadták.
A 20. század végéig a regény összesen harmincháromszor jelent meg; ebből huszonötször teljes szöveggel, további nyolc alkalommal pedig meghúzva. Az 1978. évi (Móra Könyvkiadó) és 1992. évi (Editorg Kiadó) kiadás nem a teljes eredeti szöveg, hanem annak Majtényi Zoltán által átdolgozott (rövidített és stilizált) változata.
A regényt először német nyelvre fordították le (Mailáth János, 1846.). A falu jegyzője „az első olyan magyar irodalmi mű, amelyre különböző nyelvű fordításai alapján külföldi kritikák is elismerően felfigyelnek.”
- Eötvös művének szövegéből Szigeti József 1872-ben népszínművet írt Viola vagy az alföldi haramia címmel.
- Zsurzs Éva négyrészes tv-filmben dolgozta fel 1985-ben.